# 1 Dywizja Karabinów Maszynowych
1 Dywizja Karabinów Maszynowych – oddział piechoty Armii Ukraińskiej Republiki Ludowej.

## Formowanie i zmiany organizacyjne
Rozkazem WACz nr 1689 września 1920 jednostki zapasowe Armii URL zostały przekształcone w 1 Dywizję Karabinów Maszynowych. Ze składu każdej brygady zapasowej wydzielono aparaty mobilizacyjne, a reszta stanu osobowego posłużyła do sformowania ośmiu sotni karabinów maszynowych i szkoły km dla oficerów i podoficerów. Sotnie karabinów maszynowych połączono w kurenie, a każde dwa kurenie stanowiły brygadę karabinów maszynowych. Do każdej brygady dołączono dwudziałową baterię i półsotnię konną. Przy sztabie dywizji zorganizowano oficerską i podoficerską szkołę karabinów maszynowych, półsotnię konną, sotnię techniczną i warsztat naprawy broni. Wraz z powrotem wojska ukraińskiego  na terytorium państwowe URL, w pierwszej połowie października 1920 dywizja przeprowadziła mobilizację w powiecie płoskirowskim i w ten sposób pozyskała 1597 żołnierzy. 
W związku z podpisaniem przez Polskę układu o zawieszeniu broni na froncie przeciwbolszewickim, od 18 października  wojska ukraińskie zmuszone były prowadzić działania zbrojne samodzielnie.
W następstwie listopadowej klęski, 1 Dywizja Karabinów Maszynowych faktycznie przestała istnieć jako jednostka bojowa. Jedna z jej brygad 11 listopada internowana została w Rumunii, a drugą 21 listopada w Polsce. Oficjalnie dywizja istniała do sierpnia 1921, kiedy 1 Brygadę Karabinów Maszynowych włączono do składu 5 Dywizji Strzelców jako jej 14 Brygadę Strzelców, a 2 BKM, która znajdowała się w Rumunii, usamodzielniono.

## Żołnierze oddziału
| Dowództwo jednostki             |                         |       |
| Stopień, imię i nazwisko        | Okres pełnienia służby  | Uwagi |
| Dowódca dywizji                 |                         |       |
| gen. chor. Hawryło Bazylskyj    | 9 IX – 6 X              |       |
| gen. chor. Ołeksandr Burkiwskij | 6 X 1920 – 9 VIII 1921  |       |
| Zastępca dowódcy dywizji        |                         |       |
| płk Anton Puzyckyj              | 4 XI I 920 – VI I 921   |       |
| Szef sztabu                     |                         |       |
| płk Wołodymyr Maziukewycz       | 1 IX 1920 – 9 VIll 1921 |       |